# Sulbi (Sõmerpalu)
Sulbi – wieś w Estonii, w prowincji Võru, w gminie Sõmerpalu.